# モノ県
モノ県 (モノけん、Département de Mono) はベナン南西部の県。2013年の人口は49万5307人、面積は1,605km2、人口密度は309人/km2。 県都はロコッサ。

## 地理
- 北：クッフォ県
- 東：アトランティック県
- 南：ベニン湾
- 西：トーゴ 沿岸州 (トーゴ)

## 歴史
1999年、北部がクッフォ県として分離した。

## 下位行政区画

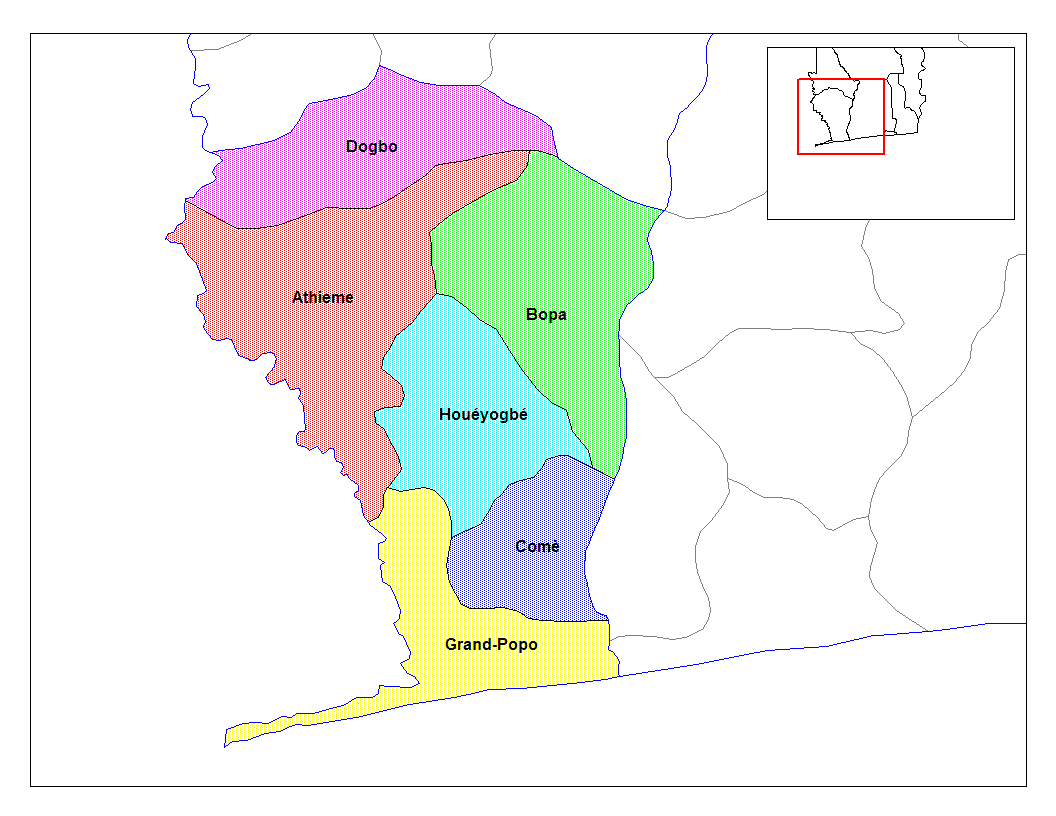
モノ県の郡

- Athiémè
- Bopa
- Comè
- Grand-Popo
- Houéyogbé
- ロコッサ